# Дреан
Дреан (на арабски: الذرعان) е град и община в Североизточен Алжир, област Ел-Тарф. В миналото градът се е наричал Мондови.
Разположен е на 50 km западно от областния център Ел-Тарф и на 20 km южно от Анаба. Градската агломерация е с население от 18 366 жители, а в общината живеят общо 37 686 души (преброяване, 14.04.2008).
Известен е със земеделската си продукция, главно тютюн, портокали и грозде.
В Дреан е роден френският писател Албер Камю (1913-1960).